# Campionati centroamericani maschili di cricket T20 2019
I Campionati centroamericani maschili di cricket T20 2019 si sono svolti dal 25 al 28 aprile a Naucalpan, in Messico: al torneo hanno partecipato cinque squadre.

## Regolamento

### Formula
La formula ha previsto:
- Fase a gironi, disputata con girone all'italiana: la prima e la seconda classificata accedono alla finale.

## Torneo

### Fase a gironi

#### Classifica
| Squadra                 | G | V | P | T | NR | Pt | NRR    |
| ----------------------- | - | - | - | - | -- | -- | ------ |
| Marylebone Cricket Club | 4 | 4 | 0 | 0 | 0  | 8  | +1.893 |
| Belize                  | 4 | 3 | 1 | 0 | 0  | 6  | +1.192 |
| Panama                  | 4 | 2 | 2 | 0 | 0  | 4  | +0.346 |
| Messico                 | 4 | 1 | 3 | 0 | 0  | 2  | –1.182 |
| Costa Rica              | 4 | 0 | 4 | 0 | 0  | 0  | –2.255 |

      Qualificata in finale

### Finale
| 28 aprile 2019 Reforma Athletic Club, Naucalpan | Marylebone Cricket Club | 137/9 - 138/5 | Belize | Belize vince di 5 wickets |